# Berrien Springs
Berrien Springs es una  villa ubicada en el condado de Berrien en el estado estadounidense de Míchigan. En el censo de 2010 tenía una población de 1800 habitantes y una densidad poblacional de 0,68 personas por km².

## Geografía
Berrien Springs se encuentra ubicada en las coordenadas 41°56′50″N 86°20′25″O / 41.94722, -86.34028. Según la Oficina del Censo de los Estados Unidos, Berrien Springs tiene una superficie total de 2639.2 km², de la cual 2429.4 km² corresponden a tierra firme y (7.95%) 209.79 km² es agua.

## Demografía
Según el censo de 2010, había 1800 personas residiendo en Berrien Springs. La densidad de población era de 0,68 hab./km². De los 1800 habitantes, Berrien Springs estaba compuesto por el 72.72% blancos, el 12.94% eran afroamericanos, el 0.44% eran amerindios, el 5.06% eran asiáticos, el 0.39% eran isleños del Pacífico, el 3.78% eran de otras razas y el 4.67% pertenecían a dos o más razas. Del total de la población el 12.94% eran hispanos o latinos de cualquier raza.